# George B. Reynard
George Bergin Reynard (* 9. Januar 1914 in Toronto, Ontario; † 9. März 2008 in Riverton, New Jersey) war ein US-amerikanischer Botaniker, Vogelbeobachter und Bioakustiker.

## Leben

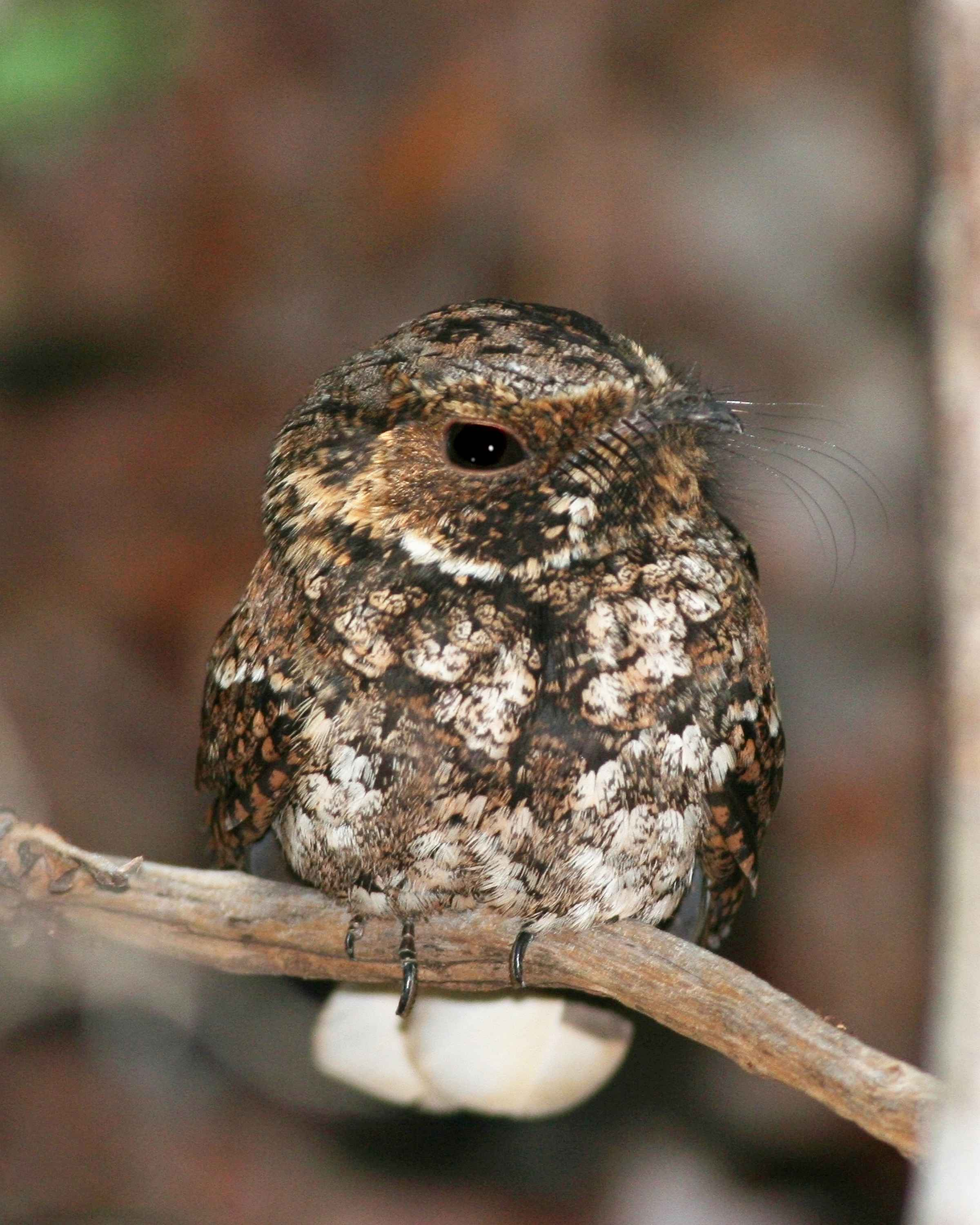
Einer der wichtigsten Beiträge Reynards zur Ornithologie der Karibik war die Wiederentdeckung der Puerto-Rico-Nachtschwalbe im Guanica-Wald auf Puerto Rico im Oktober 1961. Bereits im März desselben Jahres konnte er die Stimme dieser Art aufzeichnen.

Nach der Absolvierung der Hiram Public School in Hiram, Ohio, studierte Reynard von 1931 bis 1935 am Hiram College, wo er 1935 den Bachelor of Arts erlangte. Im Juni 1936 graduierte er an der University of Maryland, College Park, zum Master of Science. Im Mai 1943 wurde er an derselben Universität mit der Dissertation Polycotyledony in the genus Lycopersicon zum Ph.D. in Agrarbotanik promoviert.
Reynard arbeitete anschließend als Botaniker bei der Campbell Soup Company, für die er häufig in der Karibik tätig war, um qualitativ hochwertige Anbaugebiete für die Zucht von neuen Tomatensorten auszusuchen. Diese Reisen ermöglichten es ihm, die Vogelgesänge der Großen Antillen zu dokumentieren. 
Ab den 1950er Jahren nahm Reynard Vogelstimmen von über 850 Arten auf, die er an das Cornell Laboratory of Ornithology sandte. Mehrere dieser Aufnahmen wurden sorgfältig bearbeitet und als Kassette oder CD veröffentlicht, darunter Caribbean Bird Songs in Puerto Rico (1969 mit Peter Paul Kellogg), Bird Songs in Cuba (1988 mit Orlando H. Garrido), Bird Songs in the Dominican Republic (2000) und Bird Songs in Jamaica (2000 mit Robert Sutton).
Reynards weitere Beiträge zur karibischen Ornithologie umfassten die Wiederentdeckung der Puerto-Rico-Nachtschwalbe (Antrostomus noctitherus) im Oktober 1961, die seit 1888 als verschollen galt, die erste Stimmenaufzeichnung der Haitidrossel (Turdus swalesi) im Juli 1961, der erste Brutnachweis der Schieferralle (Laterallus jamaicensis) in Panama im Juli 1963 sowie die kurzfristige Wiederentdeckung des Kubanischen Elfenbeinspechts (Campephilus principalis bairdii) im März 1986 in Zusammenarbeit mit Lester L. Short, Jennifer F. Horne, Giraldo Alayón und Alberto R. Estrada. 1997 wirkte er mit Kenneth Carroll Parkes und Orlando H. Garrido an einer Revision über die Streifenkopftangaren (Spindalis) mit.
1949 wurde Reynard Mitglied im Delaware Valley Ornithological Club, wo er als Sekretär, Vizepräsident und von 1966 bis 1967 als Präsident diente. Er wurde zweimal mit dem Witmer Stone Award des Clubs ausgezeichnet, zum einen für einen Artikel über die Rufe der nordamerikanischen Rallen und zum anderen für einen Beitrag über den Kubaschnäppertyrann (Contopus caribaeus). 1976 wurde Reynard Ehrenmitglied  und 1990 erhielt er den DEVOC Award zum 100. Jubiläum der Gründung des Clubs.